# Паул Андреас фон Волкенщайн
Паул Андреас фон Волкенщайн (на немски: Paul Andreas Graf von Wolkenstein; * 1595; † 1635) е фрайхер на Волкенщайн и Еберщайн, от 1628 г. граф на Волкенщайн в Южен Тирол в Австрия.

## Произход
Той е син на граф Кристоф Франц фон Волкенщайн-Тростбург (1567 – 1633) и графиня Мария фон Еберщайн, дъщеря на Филип II фон Еберщайн (1523 – 1589) и Жана де Белойл от Фландрия (1525 – 1563), господарка на Дукслийо, или на графиня Катарина цу Щолберг-Вертхайм († 1598). Майка му е внучка на граф Вилхелм IV фон Еберщайн (1497 – 1562) и графиня Йохана фон Ханау-Лихтенберг (1507 – 1572). Внук е на фрайхер Мелхиор Ханибал фон Волкенщайн (1537 – 1596) и Геновева Кристина фон Шпаур-Флавон († 1573).
Сестра му Йохана фон Волкенщайн-Тростбург († 1660) е омъжена за Йохан Якоб I фон Валдбург-Цайл (1602 – 1674).

## Фамилия
Паул Андреас фон Волкенщайн се жени 1626 г. за Мария фон фон Хоенцолерн-Зигмаринген (* 23 януари 1606; † февруари 1674), дъщеря на граф и княз Йохан фон Хоенцолерн-Зигмаринген (1578 – 1638) и братовчедката му графиня Йохана фон Хоенцолерн-Хехинген (1581 – 1634). Те имат четири деца:
- Елеонора фон Волкенщайн
- Йохана фон Волкенщайн
- Максимилиан Феликс фон Волкенщайн
- Мария Леополдина София фон Волкенщайн (* януари 1649)

Мария фон Хоенцолерн-Зигмаринген се омъжва втори път пр. 6 септември 1645 г. за фрайхер Рудолф Георг фон Хасланг († сл. 1676).